# Tres Hombres
Tres Hombres je třetí studiové album americké blues rockové hudební skupiny ZZ Top, vydané v roce 1973. Album obsahuje i jeden z jejich největších hitů, skladbu La Grange.

## Seznam skladeb

### Strana1
1. „Waitin’ for the Bus“ (Gibbons, Hill) – 2:59
2. „Jesus Just Left Chicago“ (Gibbons, Hill, Frank Beard) – 3:30
3. „Beer Drinkers & Hell Raisers“ (Gibbons, Hill, Beard) – 3:23
4. „Master of Sparks“ (Gibbons) – 3:33
5. „Hot, Blue and Righteous“ (Gibbons) – 3:14

### Strana2
1. „Move Me on Down the Line“ (Gibbons, Hill) – 2:32
2. „Precious and Grace“ (Gibbons, Hill, Beard) – 3:09
3. „La Grange“ (Gibbons, Hill, Beard) – 3:52
4. „Shiek“ (Gibbons, Hill) – 4:05
5. „Have You Heard?“ (Gibbons, Hill) – 3:15

### Bonusy2006
1. „Waitin’ for the Bus“ (live) (Gibbons, Hill) – 2:42
2. „Jesus Just Left Chicago“ (live) (Gibbons, Hill, Beard) – 4:03
3. „La Grange“ (live) (Gibbons, Hill, Beard) – 4:44

## Sestava
- Billy Gibbons – kytara, zpěv
- Dusty Hill – baskytara, klávesy, zpěv
- Frank Beard – bicí, perkuse